# 1945年の宝塚歌劇公演一覧
本項目では、1945年の宝塚歌劇公演一覧（1945ねんのたからづかかげきこうえんいちらん）について示す。

## 一覧
（）内は、作者または演出者名。

### 宝塚公演

#### 花組
- 5月5日 - 5月30日　宝塚映画劇場（元・キネマ館）公演	
  - 『寿式三番』（楳茂都陸平　振付）　　
  - 『日本の四季』（楳茂都陸平）

#### 雪組
- 6月2日 - 7月1日　宝塚映画劇場
  - 『三人片輪』（錢谷信昭）　
  - 『弱虫太郎頑張る』（高木史朗　構成）

#### 月組
- 7月3日 - 8月1日　宝塚映画劇場	
  - 『三人猟師』（久松一聲）　　
  - 『七夕物語』（内海重典）

#### 花組
- 8月3日 - 9月2日　宝塚映画劇場	
  - 『新大津繪』（小林一三）　
  - 『風・光・力』（高木史朗）

#### 雪組
- 9月4日 - 9月24日　宝塚映画劇場
  - 『棒しばり』（水田茂）　　
  - 『勘平の死』（水田茂）

#### 月組
- 10月1日 - 10月30日　宝塚映画劇場
  - 『雪消の澤』（小野晴通）　　
  - 『荒城の月』（夏目浩吉　原作、中西武夫　改修・演出）

#### 花組
- 11月1日 - 11月29日　宝塚映画劇場 改め 宝塚小劇場
  - 『鼎法師』（楳茂都陸平）
  - 『木六駄』（水田茂）
  - 『日本民謡集』（水田茂）

#### 雪組
- 12月1日 - 12月7日　宝塚小劇場	
  - 『玉蟲祈願』（小野晴通）
  - 『太刀盗人』（水田茂）
  - 『コルネビーユの鐘』（宇津秀男）

12月8日、劇場焼失

### 宝塚以外の公演
- 花組　1月11日 - 1月31日　大阪海軍会館=旧北野劇場
  - 『木賊狩』（楳茂都陸平）
  - 『吉野忠心』（小野晴通）
  - 『太陽の子供達』（高木史朗）

- 合同　2月12日 - 2月18日　大阪・朝日会館
- 合同　2月19日 - 2月21日　京都・朝日会館
  - 『吉野忠心』（小野晴通）
  - 『鏡獅子』（水田茂）
  - 『ふるさとの土』

- 花・月組　6月6日 - 6月14日　四日市、岡崎
  - 『弱虫太郎頑張る』（高木史朗）
  - 『壽式三番』（楳茂都陸平）
  - 『翼の決戦』（高木史朗）

- 月組　6月7日 - 6月20日　京都宝塚劇場
  - 『彌次喜太軍平物語』（水田茂 作）
  - 出演： 富士野高嶺、野花千洋子、山部志賀子、四条秀子

- 花組 7月5日-　京都宝塚劇場
  - 『歌劇弱虫太郎頑張る』（高木四郎 作）
  - 出演： 秩父晴世、打吹美砂、玉野ひかり、清川はやみ、大見不二子、四条秀子

- 7月19-25日 京都宝塚劇場
  - 『弥次喜多東海道中』
  - 弥次郎兵衛： 嘉美代錦
  - 喜多八： 越路吹雪

- 雪組 8月上旬 京都宝塚劇場
  - 『元気で歌はうよ』（高木四郎 作・演出）
  - 出演： 春日野八千代、夕映あかね、須磨磯子、花村由利子

- 8月中旬-22日 京都宝塚劇場
  - 『棒しばり』（水田茂 作・振付）
  - 『娘道成寺』（銭谷信弘 作・振付）

- 月組 8月30日より 京都宝塚劇場
  - 『音楽劇七夕物語』（内海重典 作・演出）
  - 出演： 逢坂せき子、野花千洋子、淡島千景、梅野愛子、天城月江、久慈あさみ、山部志賀子、深緑夏子、清川はやみ

- 花組 9月13-19日　京都宝塚劇場、花組傑作集
  - 『太刀盗人』（水田茂 作、森完二 作曲）
  - 『新大津絵』（小林逸翁 作、水田茂 振付）

- 合同　10月1日 - 10月27日　大阪・北野劇場
  - 『たけくらべ』（内海重典　脚本）
  - 『紅葉狩』（水田茂）
  - 『菊仙境』（高木史朗）

- 合同　11月2日 - 11月26日　大阪・北野劇場
  - 『雪月花』（楳茂都陸平）
  - 『奴道成寺』（水田茂）
  - 『ピノチオ』（宇津秀男　構成）

- 月組　11月28日 - 11月30日　京都宝塚劇場
  - 『弱虫太郎頑張る』（高木史朗）
  - 『棒しばり』（水田茂）
  - 『雪消の澤』（小野晴通）

- 雪組　12月18日 - 12月20日　大阪・中央公会堂
  - 『娘道成寺』（錢谷信昭）
  - 『太刀盗人』（水田茂）
  - 『コルネビーユの鐘』（宇津秀男）

- 12月20日　名古屋宝塚劇場
  - 『弱虫太郎頑張る』（高木史朗）
  - 『汐汲』
  - 『奴道成寺』（水田茂）
  - 『ピノチオの幻想』（内海重典）